# Dendryphantini
Dendryphantini, es una tribu de arañas araneomorfas, pertenecientes a la familia Salticidae.

## Géneros
- - Anicius Chamberlin, 1925
  - Ashtabula Peckham & Peckham, 1894
  - Avitus Peckham & Peckham, 1896
  - Bagheera Peckham & Peckham, 1896
  - Beata Peckham & Peckham, 1895
  - Bellota Peckham & Peckham, 1892
  - Bryantella Chickering, 1946
  - Cerionesta Simon, 1901
  - Chirothecia Taczanowski, 1878
  - Dendryphantes C. L. Koch, 1837
  - Empanda Simon, 1903
  - Eris C. L. Koch, 1846
  - Gastromicans Mello-Leitão, 1917
  - Ghelna Maddison, 1996
  - Hentzia Marx, 1883
  - Lurio Simon, 1901
  - Macaroeris Wunderlich, 1992
  - Mburuvicha Scioscia, 1993
  - Metaphidippus F. O. Pickard-Cambridge, 1901
  - Osericta Simon, 1901
  - Paradamoetas Peckham & Peckham, 1885
  - Paramarpissa F. O. Pickard-Cambridge, 1901
  - Paraphidippus F. O. Pickard-Cambridge, 1901
  - Parnaenus Peckham & Peckham, 1896
  - Pelegrina Franganillo, 1930
  - Phanias F. O. Pickard-Cambridge, 1901
  - Phidippus C. L. Koch, 1846
  - Sassacus Peckham & Peckham, 1895
  - Sebastira Simon, 1901
  - Selimus Peckham & Peckham, 1901
  - Semora Peckham & Peckham, 1892
  - Semorina Simon, 1901
  - Terralonus Maddison, 1996
  - Thammaca Simon, 1902
  - Tulpius Peckham & Peckham, 1896
  - Tutelina Simon, 1901
  - Tuvaphantes Logunov, 1993